# Processo dei Sei

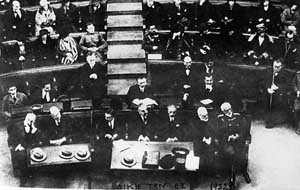
Un momento del processo

Il processo dei Sei (in greco: Δίκη των Έξι, Díki ton Éxi) è stato un procedimento giudiziario durante il quale vennero condannati a morte sei dei nove imputati, ritenuti colpevoli per la catastrofe dell'Asia Minore, cioè della sconfitta della Grecia nella guerra greco-turca del 1922.
Il 9 settembre 1922 l'esercito turco occupa la città di Smirne, in Asia Minore, che il trattato di Sèvres aveva assegnato alla Grecia. Durante l'incendio e le devastazioni centinaia di migliaia di greci e di altri cristiani sono costretti ad abbandonare la città.
L'11 settembre 1922 il colonnello Nikolaos Plastiras e Stylianos Gonatas organizzarono un colpo di Stato contro il re Costantino I costringendo alle dimissioni il governo guidato da Petros Prōtopapadakīs.
A seguito di massicce manifestazioni filo-golpiste anche ad Atene il re abdicò a favore di suo figlio Giorgio e trovò rifugio in Italia, a Palermo.
Il 12 ottobre 1922 la giunta golpista costituì un tribunale militare straordinario accusando di alto tradimento una serie di personalità considerate responsabili della disfatta. Cinque membri del governo (Dīmītrios Gounarīs, Nikolaos Stratos, Petros Prōtopapadakīs, Georgios Baltatzis e Nikolaos Theotokis) ed il generale Georgios Hatzianestis – comandante in capo della campagna in Asia Minore contro i turchi - vennero giustiziati poche ore dopo il verdetto. L'ammiraglio Michael Goudas ed il generale Xenophon Stratigos vennero condannati all'ergastolo.
Il fratello di re Costantino I, il principe Andrea, che si trovava a Corfù, venne arrestato e condannato all'esilio.